# Campionati africani di nuoto 2016
I XII Campionati africani di nuoto si svolsero dal 16 al 23 ottobre 2016 a Bloemfontein, Sudafrica. Le gare di nuoto si disputarono nello Stadium Swimming Pool di Bloemfontein.

## Discipline
In programma, complessivamente, si sono svolte 42 gare di nuoto e 2 di nuoto di fondo, per un complessivo di 44 eventi.
| Disciplina     | Masc. | Femm. | Miste | Tot. |
| -------------- | ----- | ----- | ----- | ---- |
| Nuoto          | 20    | 20    | 2     | 42   |
| Nuoto di fondo | 1     | 1     | -     | 2    |
| Totale         | 21    | 21    | 2     | 44   |

## Paesi partecipanti
Parteciparono alla competizioni atleti provenienti da 17 distinti Paesi. 
- Algeria
- Angola
- Benin
- Botswana
- Rep. del Congo
- Egitto
- Mauritius
- Marocco
- Mozambico

- Namibia
- Nigeria
- Senegal
- Seychelles
- Sudafrica
- Sudan
- Zambia
- Zimbabwe

## Medagliere
| Posizione | Paese      | Oro | Argento | Bronzo | Totale |
| --------- | ---------- | --- | ------- | ------ | ------ |
| 1         | Sudafrica  | 33  | 16      | 13     | 62     |
| 2         | Algeria    | 7   | 7       | 6      | 20     |
| 3         | Egitto     | 3   | 20      | 18     | 41     |
| 4         | Seychelles | 1   | 1       | 2      | 4      |
| 5         | Marocco    | 0   | 0       | 3      | 3      |
| 6         | Senegal    | 0   | 0       | 1      | 1      |
| Totale    | Totale     | 44  | 44      | 43     | 131    |